# اوکراین
اوکراین ( به اوکراینی: Україна) کشوری در اروپای شرقی است. این کشور، دومین کشور از نظر وسعت در اروپا بعد از روسیه است که در شرق و شمال شرقی با روسیه هم‌مرز است. همچنین اوکراین دارای مرز مشترک با بلاروس از شمال؛ لهستان، اسلواکی و مجارستان از غرب؛ رومانی و مولداوی از جنوب و دارای خط ساحلی با دریای آزوف و دریای سیاه است. این کشور دارای مساحت ۶۰۳٬۶۲۸‏ کیلومتر مربعی بوده ‌و تا سال ۲۰۲۴ دارای جمعیت ۳۳ میلیونی است. پایتخت و بزرگ‌ترین شهر آن کی‌یف است.
قلمروی اوکراین مدرن از ۳٬۲۰۰ قبل از میلاد مسکونی بوده است. طی قرون وسطی، مساحت یکی از مسائل کلیدی در فرهنگ اسلاوهای شرقی بوده است، به‌طوری‌که فدراسیون قبیله‌ای روس کی‌یف، پایه‌ای برای هویت اوکراینی را تشکیل می‌دهد. پس از تکه‌تکه شدن اوکراین به چندین قلمرو سلطنتی در قرن ۱۳ میلادی و نابودی ناشی از هجوم مغول‌ها، اتحاد این قلمرو از بین رفت و مورد مناقشه و تقسیم قرار گرفت و توسط قدرت‌های مختلفی شامل مشترک‌المنافع لهستان-لیتوانی، امپراتوری اتریش-مجارستان، امپراتوری عثمانی و روسیه تزاری تقسیم شد. هتمنیت قزاق ظهور پیدا کرد و طی قرن ۱۷ و ۱۸ میلادی کامیاب شد، اما قلمرویش در نهایت بین لهستان و امپراطوری روسیه تقسیم شد. در واقع پس از انقلاب روسیه، تحرکات ملی اوکراین برای خودمختاری ظهور پیدا کرده و جمهوری خلق اوکراین در صحنه بین‌المللی به‌رسمیت شناخته شده و در ۲۳ ژوئن ۱۹۱۷ میلادی استقلال یافت. جمهوری شوروی اوکراین، عضو مؤسس اتحاد جماهیر شوروی در ۱۹۲۲ میلادی بود. این کشور استقلال خود را در ۱۹۹۱ میلادی پس از فروپاشی شوروی مجدداً به‌دست‌آورد.
اوکراین پس از استقلال، از لحاظ سیاسی خود را بی‌طرف اعلام کرد؛ این مسئله شراکت نظامی با روسیه و سایر کشورهای مشترک‌المنافع را محدود کرد، درحالی‌که موجب ایجاد مشارکتش با ناتو در ۱۹۹۴ میلادی شد. در ۲۰۱۳ میلادی، پس از این که حکومت ویکتور یانوکویچ تصمیم به تعلیق توافقنامه «انجمن اتحاد اوکراینی-اروپایی» گرفت و به دنبال روابط اقتصادی نزدیک‌تری با روسیه بود، موج اعتراضات چندین ماهه‌ای که به یورومیدان شناخته می‌شد آغاز گشته که بعداً تشدید شده و منجر به «انقلاب ۲۰۱۴» گشت که سرانجام یانوکوویچ را براندازی کرده و دولت جدیدی را تأسیس نمود. این رویدادها پس‌زمینه الحاق کریمه به روسیه در مارس ۲۰۱۴ میلادی و جنگ در دونباس را تشکیل می‌دهند، جنگی که نزاع طولانی مدتی داشت و همچنین با جدایی‌طلبان تحت حمایت روسیه بود که از آوریل ۲۰۱۴ میلادی تا حمله روسیه در فوریه ۲۰۲۲ میلادی ادامه یافت. اوکراین مؤلفه اقتصادی «ناحیه تجارت آزاد عمیق و جامع» را همراه با اتحادیه اروپا در ۲۰۱۶ میلادی عملیاتی نمود.
اوکراین کشور درحال توسعه‌ای است که رتبه ۷۴م را در شاخص توسعه انسانی دارد. این کشور از نرخ بالای فقر و همچنین فساد شدید رنج می‌برد. با این حال، اوکراین به دلیل زمین‌های حاصلخیز وسیعش، یکی از بزرگ‌ترین صادرکنندگان غلات در جهان است. اوکراین جمهوری متمرکزی تحت نظام نیمه‌ریاستی با تفکیک قوا به شاخه‌های قوای مقننه، مجریه و قضایی است. این کشور عضوی از سازمان ملل، شورای اروپا، سازمان امنیت و همکاری اروپا، سازمان توسعه اقتصادی و دموکراسی گوآم انجمن تریو و مثلث لوبلین است.

## تاریخ

### پیش از تاریخ
سکونت انسان در اوکراین به سال‌ها قبل از میلاد مسیح بازمی‌گردد، زمانی که در دوران نوسنگی فرهنگ کوکوتنی-تریپلی در منطقهٔ وسیعی گسترش یافت که بخش‌هایی از اوکراین امروزی شامل تریپیلیا و تمام منطقه دنیپر و دنیستر را در بر می‌گرفت. در عصر آهن، این سرزمین محل سکونت کیمری‌ها، سکاها و سرمتی‌ها بود. و بین ۷۰۰ تا ۲۰۰ پیش از میلاد نیز بخشی از سرزمین سکاها به حساب می‌آمد. سکاها دسته‌ای از مردمان کوچ‌نشین ایرانی‌تبار بودند که تاریخشان به پیش از هخامنشیان برمی‌گردد. آن‌ها در درازنای تاریخی از درون آسیای میانه یعنی از سین‌کیانگ چین تا دریای آرال و خود ایران و از این نواحی با فاصله‌هایی تا رود دُن و از این رود تا رود عظیم دانوب پراکنده بودند.
بعدها، مستعمرات یونان باستان، روم باستان و امپراتوری روم شرقی، مانند تایراس، اولبیا و هرموناسا در اوایل قرن ششم پیش از میلاد در کنار دریای سیاه تأسیس شدند و در اواسط قرن ۶ بعد از میلاد رونق خوبی پیدا کردند.

### عصر طلایی
دورترین گستره روس کی‌یف، (۱۰۵۴–۱۱۳۲) استقرار روس کی‌یف مبهم و نامشخص است. بسته به تفاسیر تواریخ حداقل سه نسخه وجود دارد. به‌طور کلی، این ایالت شامل بسیاری از اوکراین امروزی، بلاروس و بخش غربی روسیه اروپایی بود. طبق تواریخ اولیه، نخبگان و فرمانروایان روسیه در ابتدا متشکل از وارنگیان اهل اسکاندیناوی بودند. در سال ۸۸۲، شاهزاده اولگ (اوله) بت‌پرست، کیف را از آسکلد و دیر فتح کرد و آن را به عنوان پایتخت روسیه اعلام کرد. با این حال، همچنین اعتقاد بر این است که قبایل اسلاوی شرقی در امتداد بخش‌های جنوبی رودخانه دنیپر قبلاً در حال تشکیل یک کشور مستقل بودند. در هر صورت، وارنگیان بعداً در جمعیت اسلاو جذب شده و بخشی از اولین سلسله روس، دودمان روریک شدند. روس کی‌یف متشکل از چندین حاکمیت بود که توسط کنیاازهای روریکی ("شاهزاده‌ها") که اغلب برای تصاحب کیف با یکدیگر می‌جنگیدند، اداره می‌شدند.
در طول قرون ۱۰ و ۱۱، روس کی‌یف به بزرگ‌ترین و قدرتمندترین ایالت اروپا تبدیل شد، دوره‌ای که به عنوان عصر طلایی آن شناخته می‌شود. با سلطنت ولادیمیر کبیر (۹۸۰–۱۰۱۵)، که روسیه را به سمت مسیحیت بیزانسی سوق داد، آغاز شد. در دوران سلطنت پسرش، یاروسلاو خردمند (۱۰۱۹–۱۰۵۴)، روسیه کی‌یف به اوج توسعه فرهنگی و قدرت نظامی خود رسید. با افزایش دوباره اهمیت نسبی قدرت‌های منطقه‌ای، دولت به زودی تکه‌تکه شد. پس از تجدید حیات نهایی تحت حکومت ولادیمیر دوم مونوماخ (۱۱۱۳–۱۱۲۵) و پسرش، مستیسلاو(۱۱۲۵–۱۱۳۲)، روس کی‌یف سرانجام پس از مرگ مستیسلاو به حکومت‌های جداگانه متلاشی شد، اگرچه مالکیت کیف همچنان برای چندین دهه اعتبار زیادی داشت. در قرن ۱۱ و ۱۲، کنفدراسیون کوچ‌نشینان ترک‌زبان کومان و قبچاق نیروی غالب در استپ پونتیک در شمال دریای سیاه بود.
حمله مغول در قرن سیزدهم روسیه کی‌یف را ویران کرد و کیف در سال ۱۲۴۸ به‌طور کامل ویران شد. در قلمرو اوکراین امروزی، حاکمیت‌های هالیچ و ولدیمیر-ولینسکی به وجود آمدند و در ایالت گالیسیا-ولهینیا ادغام شدند. دانیال گالیسیا، پسر روم بزرگ، بسیاری از جنوب غربی روسیه، از جمله درلین، گالیسیا و پایتخت باستانی کیف را دوباره متحد کرد. او متعاقباً توسط اسقف اعظم پاپ به عنوان اولین پادشاه تازه ایجاد شده تاجگذاری کرد. پادشاهی روتنیا در سال ۱۲۳۵.

### جنگ جهانی دوم
با شروع جنگ جهانی دوم این کشور از ۱۹۴۱ تا ۱۹۴۴ در اشغال آلمان بود. بسیاری از سکنه شهرها و روستاهای اوکراین که شدیدترین ستم‌گری‌ها را از رژیم کمونیستی ژوزف استالین متحمل شده بودند، به شکل شگفت‌انگیزی از نیروهای آلمانی به عنوان آزادی‌بخش استقبال کردند. برخی حتی با نهادن یک قدم فراتر خواهان دریافت سلاح و مهمات جهت جنگیدن با ارتش سرخ شدند.

### استقلال
۲۳ اوت ۱۹۹۱ اوکراین استقلال خود را اعلام کرد. لهستان ۲ دسامبر ۱۹۹۱ به عنوان اولین کشور استقلال اوکراین را به رسمیت شناخت.

### پس از فروپاشی شوروی
پس از فروپاشی شوروی، اقتصاد آن کشور به سمت مالکیت خصوصی و بازار آزاد حرکت کرد. این روند انتقالی برای خانوارهای اوکراینی که اغلب فقیر بودند و هیچگاه فعالیت اقتصادی خصوصی را تجربه نکرده بودند بسیار سخت بود.
برعکس جمعیت کشور که در آن زمان در اوج بود، اقتصاد اوکراین دوران فلاکت را سپری می‌کرد. پس از فروپاشی شوروی، رشد اقتصادی اوکراین تا یک دهه به صورت پیاپی منفی بود. فقر روز بروز گسترده‌تر می‌شد، تورم سرسام‌آور اعتماد به پول ملی را از بین برده بود و حتی گاهی معاملات به شکل پایاپای انجام می‌شد. برای مثال در سال ۱۹۹۳ قیمت‌ها بیش از ۱۰۰ برابر شدند. یک همبرگر که در آغاز سال ۱ کوپن (واحد پول پیشین اوکراین) قیمت داشت در پایان همان سال ۱۰۱ کوپن شده بود. سال بعد یعنی سال ۱۹۹۴ رشد اقتصادی این کشور منفی ۲۲٪ سقوط کرد.

### از فروپاشی تا انقلاب نارنجی

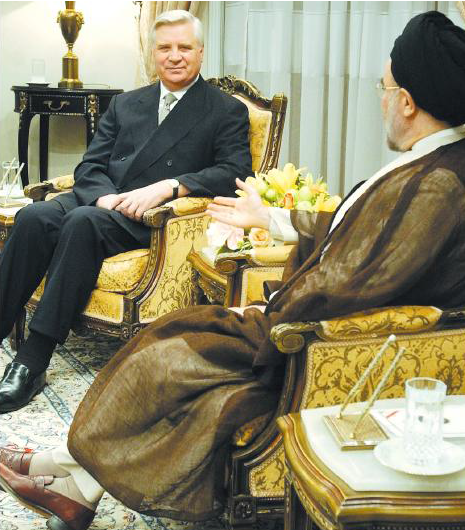
زلنکو دیپلمات اوکراینی و محمد خاتمی رئیس‌جمهور پیشین ایران

سال ۱۹۹۴ برای اوکراین سال شروع تغییرات بود. در این سال و در اوج ناکامی و فلاکت اقتصادی مردم آن کشور به پای صندوق رای رفتند و لئونید کوچما را به عنوان دومین رئیس‌جمهور کشور مستقل اوکراین برگزیدند. او به زبان اوکراینی صحبت نمی‌کرد و با اکثریت قاطع آرای مردم نیمه شرقی اوکراین که عموماً روس تبار هستند انتخاب شد ولی مجموعه اقدامات او باعث شد که پنج سال بعد در نیمه غربی اوکراین هم اکثریت بالایی به‌دست‌آورد و دو دوره به ریاست جمهوری انتخاب شود. او اقدامات بسیار مؤثری در صحنه سیاست و اقتصاد اوکراین شروع کرد که به‌طور خلاصه عبارت‌اند از:
- کاهش کسری بودجه از ۱۳٪ به ۵٪
- کاهش استقراض از بانک مرکزی از ۱۲٪ به ۲٪
- انتشار اوراق قرضه داخلی و وام گرفتن از دولت‌های خارجی
- و در نهایت پس از اصلاحات زیاد، حذف ۵ صفر از پول ملی
- معرفی گریونا به عنوان واحد پول جدید

این اقدامات کم‌کم نتیجه داد و ترمز تورم کشیده شد. کوچما در دومین دوره ریاست جمهوری اش توانست رشد اقتصادی را به اوکراین بازگرداند.
همچنین کوچما روابط سیاسی و اقتصادی اوکراین با روسیه را بازسازی کرد. او بدینسان موفق شد از پیوندهای عمیق اقتصادی اوکراین و روسیه به نفع کشورش استفاده کند. پس از آن اوکراین توانست با تکیه بر منابع کشاورزی، معادن غنی و بازسازی صنایع به جای مانده از قبل، برای یک دهه رشد اقتصادی قابل قبولی را نگه دارد.
همچنین در یک دورخیز سیاسی، کوچما در خواست رسمی برای عضویت در اتحادیه اروپا داد و بیان کرد که کشورش تا سال ۲۰۰۷ می‌تواند به استانداردهای لازم برای عضویت در اتحادیه اروپا برسد. چیزی که نه تنها تاکنون محقق نشده بلکه منشأ اختلافات بزرگی هم در جامعه اوکراین شده است.

### انقلاب نارنجیو پس از آن
در سال ۲۰۰۴، نخست‌وزیر ویکتور یانوکویچ برندهٔ انتخابات ریاست جمهوری اعلام شد. این نتایج اعتراض مردم را به همراه داشت، مسموم شدن ویکتور یوشچنکو رقیب اصلی یانوکوویچ در جریان مبارزات انتخاباتی هم، بر آتش شک و کینه طرفدارانش دمید و موجی از اعتراض و نا فرمانی مدنی کشور را فرا گرفت. در نهایت پس از حدود سه ماه اعتراض، دادگاه عالی اوکراین انتخابات را باطل کرد و انتخابات مجدد زیر نظر موشکافانه ناظران داخلی و بین‌المللی برگزار شد. این بار یوشچنکو با اکثریت شکننده ۵۲٪ رئیس‌جمهور اوکراین شد. این اعتراضات که با استفاده از نمادهای نارنجی رنگ همراه بود به انقلاب نارنجی اوکراین معروف شد.
یانوکوویچ نیز کاخ ریاست جمهوری را زیر نگاه سنگین دوربین‌های رسانه‌ها ترک کرد و رفت تا اپوزیسیون را شکل دهد. او پنج سال بعد دوباره در انتخابات شرکت کرد و این بار پیروز شد. اما انقلاب نارنجی شوک سنگینی بر اقتصاد کشور وارد کرد. اقتصادی که سال قبل از انقلاب نارنجی ۱۲٫۵٪ رشد کرده بود در سال بعد تنها ۲٫۵٪ رشد داشت.

### بحران ۲۰۱۴
در ۲۲ فوریه ۲۰۱۴ در پی اعتراضات خیابانی علیه دولت و وخیم شدن اوضاع داخلی اوکراین با رأی پارلمان اوکراین ویکتور یانوکویچ از سمت رئیس‌جمهوری برکنار شد و یولیا تیموشنکو نخست‌وزیر سابق که در روز ۱۹ مهر ۱۳۹۰ برابر با ۱۱ اکتبر ۲۰۱۱ محکوم به زندان شده بود پس از تسخیر کاخ ریاست جمهوری توسط مخالفان و رأی پارلمان این کشور مبنی بر بازگشت به قانون اساسی سال ۲۰۰۴؛ که این طرح با ۳۲۵ رأی موافق به تصویب رسید و راه برای آزادی تیموشنکو هموار شد. همچنین پارلمان اوکراین به آزادی تیموشنکو از زندان نیز رأی مثبت داد و در ساعاتی بعد در ۲۲ فوریه یولیا تیموشنکو از زندان آزاد شد. پس از برکناری یانوکویچ وی به روسیه گریخت و الکساندر تورچینف به عنوان رئیس‌جمهور موقت برگزیده شد. در پی این حوادث شبه جزیره کریمه توسط نیروهای روسی تحت عنوان محافظت از روس تبارهای این ایالت خودمختار اشغال شد.
چند روز بعد از این اتفاقات، مردم شبه جزیره کریمه در برگزاری همه‌پرسی سراسری، موافقت ۹۶ درصدی خود را با پیوستن به کشور روسیه اعلام کردند و این شبه جزیره رسماً جزئی از خاک روسیه شد.
یانوکوویچ در یک نطق تلویزیونی با اشاره به پیش نویس توافقنامه پیوستن اوکراین به اتحادیه اروپا از مردمش دعوت کرد که متن پیش‌نویس را بخوانند. او گرچه مخالف قطعی پیوستن اوکراین به اتحادیه نیست اما می‌گوید این پیش‌نویس الحاق، اوکراین را فقط یک بازار مصرف برای محصولات اروپایی در ازای نیروی کار ارزان و غیر متخصص می‌خواهد و نه یک شریک تجاری واقعی برای اروپا. اما از طرف مقابل نیمه غربی اوکراین چشم به توان اقتصادی اروپا بسته است. آن‌ها به همسایگان فقیر خود می‌نگرند که درست مانند اوکراین بخشی از اتحاد جمهوری‌های شوروی بودند اما حالا اتباع آن‌ها آزادانه در هر جای اتحادیه اروپا سفر، اقامت و کار می‌کنند.

### مداخله نظامی روسیه در اوکراین

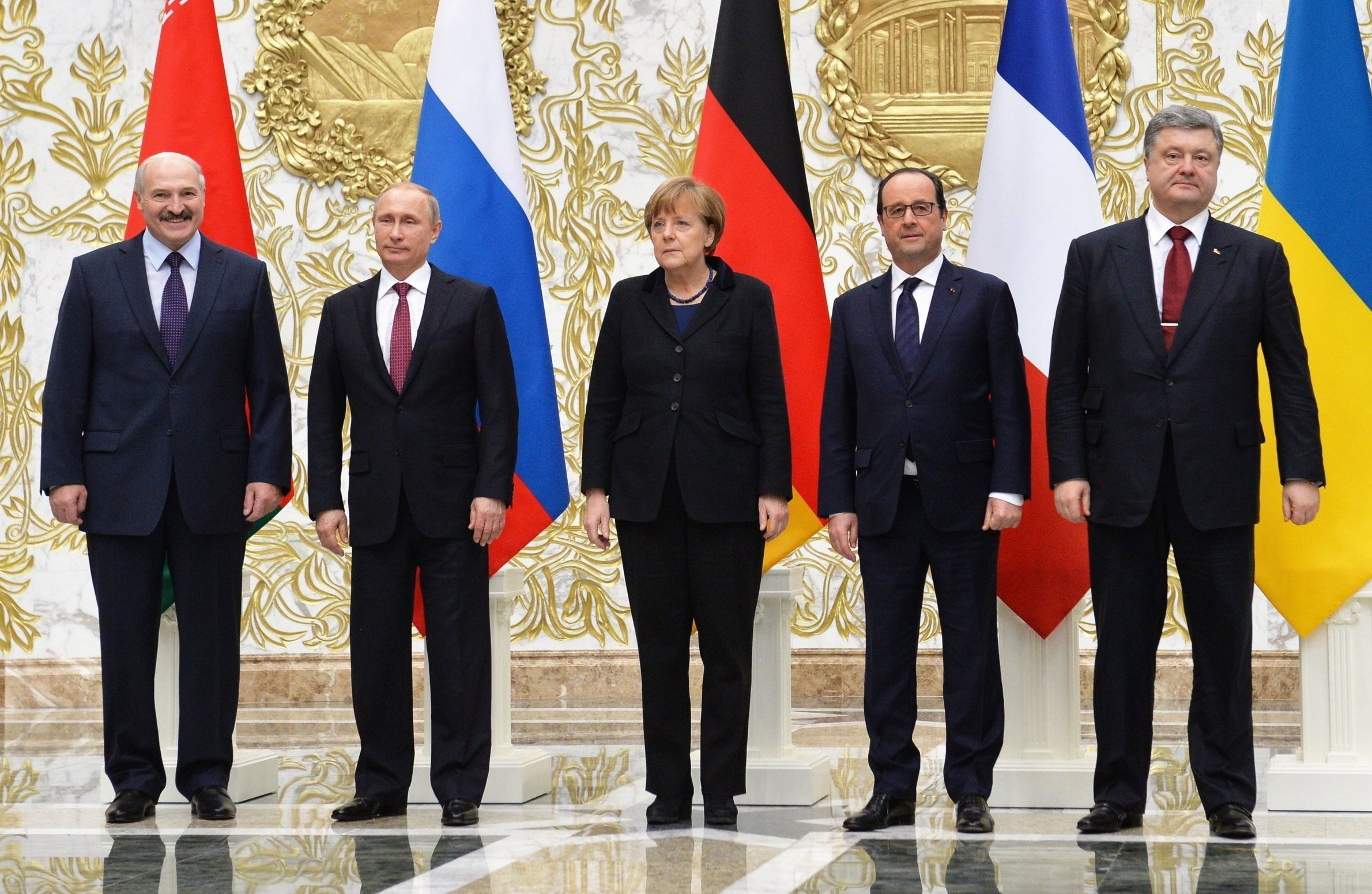
رهبران بلاروس، روسیه، آلمان، فرانسه و اوکراین در اجلاس سران "Minsk II"

پس از برکناری ویکتور یانکوویچ از ریاست جمهوری اوکراین در ماه فوریه و فرادستی نیروهای هوادار غرب در دولت کی یف، اهالی روس تبار بخش‌هایی از شرق اوکراین مبتنی بر بدبینی تاریخی‌اشان به جهت‌گیری‌های سیاسی در غرب اوکراین و نیروهایی که در کی‌یف قدرت را به دست گرفته‌اند و نیز بر بستر برخی اشتباهات دولت جدید با آن از در ستیز و مخالفت درآمده‌اند.
در این میان روسیه که فعل و انفعالات سیاسی در اوکراین را تلاشی دیگر برای تشدید محاصره خود و حضور سیاسی و نظامی غرب در پشت مرزهای خود تلقی می‌کند با حمایت از مخالفت‌ها در شرق اوکراین و تشدید ستیز میان اهالی منطقه و دولت کی‌یف درصدد حفظ منافع ژئواستراتژیک و ژئواکونومیک خود تا حد ممکن است. این رویکرد روسیه در همان روزهای اول پس از برکناری یانکوویچ و با تصرف بحث‌انگیز شبه جزیره کریمه نمودی بارز یافت.
گرچه نیروهای حاکم در کی‌یف قول‌هایی مبنی بر تغییر قانون اساسی و اعطای اختیارات بیشتر به مناطق، به ویژه شرق کشور را داده‌اند، ولی این قول نه برای جدایی‌طلبان و نه برای روسیه حامی آنها کافی نبوده است. با به‌دست آمدن برخی موفقیت‌های نظامی دولت در شرق، عرصه بر شبه نظامیان شرق اوکراین روز به روز تنگ‌تر می‌شود، اما تاکنون هیچ‌یک از دو طرف، اراده‌ای برای پایان درگیری‌ها نشان نداده‌اند. 
افزایش تلاش‌های دیپلماتیک اخیر در اروپا برای حل بحران و افزایش تماس‌ها و دیدارها میان مقام‌های روسیه و اوکراین نشانگر آن است که هر دو طرف پیروزی واقعی و کاملی برای خود در این بحران متصور نیستند و بیش از همه، یافتن راه‌حل سیاسی که مبتنی برخواستهای متعادل شده طرفین باشد مد نظر است. گزینه کرملین برای تحقق این امر ایجاد یک حکومت فدرال در این کشور است؛ زیرا در یک اوکراین فدرال دولت مرکزی نسبتاً ضعیف در جهت‌گیری‌های خارجی‌اش به نظر موافق مناطق فدرال (از جمله مردم نواحی شرق کشور) وابسته است و روسیه را راضی کند که پیوند تنگاتنگ میان کی یف و غرب (به خصوص از دید نظامی) عملی نشود.
این راه‌حل شاید اوکراین را در پیوندهای مستقیم سیاسی و اقتصادی با غرب قرار دهد، اما در عین حال باید به پیوندهای تاریخی، فرهنگی و اقتصادی شرق اوکراین با روسیه هم توجه کند و به لحاظ نظامی، مانند آنچه برای فنلاند پس از جنگ جهانی دوم ترسیم شد، موقعیتی خنثی و حائل را برای اوکراین رقم بزند.
اما روسیه به هیچ‌یک از این راه حل‌ها توجهی نکرده و بدون در نظر گرفتن عواقب بعدی، به افزایش درگیری‌ها در شرق اوکراین دامن می‌زند. از زمان شروع درگیری‌ها در آوریل ۲۰۱۴ تا ماه اوت، بین ۳۰۰۰ تا ۴۰۰۰ داوطلب روس به همراه جدایی طلبان شرق اوکراین می‌جنگیدند. یکی از روش‌های دیگر روسیه در جهت همسو کردن مردم، استفاده از حافظهٔ تاریخی آن‌ها و دادن لقب‌هایی چون فاشیست و نازی به مبارزه با مخالفانش از جمله رهبران امروز اوکراین است.
همچنین تا آغاز ماه سپتامبر، نتیجه این جنگ، باعث یک میلیون آواره، ۲۶۰ هزار بی‌خانمان و مرگ ۲۶۰۰ نفر گردید و با ادامه یافتن این وضعیت در ۲۳ دسامبر ۲۰۱۴ پارلمان اوکراین رأی به الحاق این کشور به ناتو داد.

### حمله روسیه به اوکراین

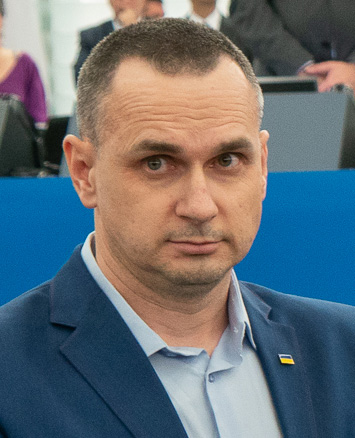
اولگ سنتسوف کارگردان، فیلم‌نامه‌نویس و تهیه‌کننده اوکراینی پس از تصرف کریمه به ۲۰ سال حبس تعزیری محکوم شد.

در مارس و آوریل ۲۰۲۱، روسیه یک تقویت نظامی بزرگ را در نزدیکی مرز روسیه و اوکراین آغاز کرد. دومین مرحله از اکتبر ۲۰۲۱ تا فوریه ۲۰۲۲ در روسیه و بلاروس دنبال شد. اعضای دولت روسیه مکرراً داشتن طرح‌هایی برای حمله یا حمله به اوکراین را رد کردند. از جمله سخنگوی دولت دیمیتری پسکوف در ۲۸ نوامبر ۲۰۲۱، معاون وزیر امور خارجه سرگئی ریابکوف در ۱۹ ژانویه ۲۰۲۲، سفیر روسیه در ایالات متحده آناتولی آنتونوف در ۲۰ فوریه ۲۰۲۲، و سفیر روسیه در چک جمهوری الکساندر زمیفسکی در ۲۳ فوریه ۲۰۲۲.
نیکلای پاتروشف، مشاور ارشد امنیت ملی پوتین، معتقد بود که غرب سال‌ها در جنگ اعلام نشده با روسیه بوده است. استراتژی امنیت ملی به روز شده روسیه که در ماه مه ۲۰۲۱ منتشر شد، گفت که روسیه ممکن است از «روش‌های قهری» برای «خنثی کردن یا جلوگیری از اقدامات غیردوستانه‌ای که حاکمیت و تمامیت ارضی فدراسیون روسیه را تهدید می‌کند» استفاده کند. منابع می‌گویند که تصمیم برای حمله به اوکراین توسط پوتین و گروه کوچکی از شاهین‌های جنگی در حلقه داخلی پوتین، از جمله پاتروشف و وزیر دفاع روسیه سرگئی شویگو گرفته شد.
در مرحله دوم، روسیه خواستار آن شد که ایالات متحده و ناتو وارد یک ترتیب قانونی الزام‌آور شوند که از پیوستن اوکراین به ناتو جلوگیری می‌کند و نیروهای چند ملیتی را از کشورهای عضو اروپای شرقی ناتو خارج می‌کند. روسیه تهدید کرد که اگر ناتو از «خط تهاجمی» پیروی کند، پاسخ نظامی نامشخصی خواهد داد. این خواسته‌ها به‌طور گسترده غیرقابل اجرا تلقی می‌شدند. اعضای جدید ناتو در اروپای مرکزی و شرقی به این ائتلاف ملحق شده بودند زیرا آنها امنیت و فرصت‌های اقتصادی ارائه شده توسط ناتو و اتحادیه اروپا را ترجیح می‌دادند و دولت‌های آن‌ها به دنبال محافظت در برابر بی‌تفاوتی روسیه بودند. یک معاهده رسمی برای جلوگیری از پیوستن اوکراین به ناتو با " درهای باز " معاهده مغایرت دارد. سیاست، علی‌رغم پاسخ غیر مشتاقانه ناتو به درخواست‌های اوکراین برای پیوستن. امانوئل ماکرون و اولاف شولز تلاش‌هایی را برای جلوگیری از جنگ در فوریه انجام دادند. مکرون با پوتین ملاقات کرد اما نتوانست او را متقاعد کند که حمله را ادامه ندهد. شولز هشدار داد. پوتین دربارهٔ تحریم‌های سنگینی که در صورت حمله به اوکراین اعمال خواهد شد، شولز در تلاش برای مذاکره برای حل و فصل، به زلنسکی نیز گفت که از تمایلات خود برای پیوستن به ناتو چشم پوشی کند و بی‌طرفی خود را اعلام کند؛ با این حال، زلنسکی گفت که نمی‌توان به پوتین برای حفظ چنین توافقی اعتماد کرد.
در ۲۴ فوریه، قبل از ساعت ۵:۰۰ صبح به وقت کیف، پوتین «عملیات نظامی ویژه» را در شرق اوکراین اعلام کرد و «به‌طور مؤثر به اوکراین اعلام جنگ کرد». پوتین در سخنرانی خود گفت که هیچ برنامه‌ای برای اشغال سرزمین اوکراین ندارد و از حق مردم اوکراین برای تعیین سرنوشت حمایت می‌کند. او گفت که هدف از این «عملیات» «حفاظت از مردم» در منطقه عمدتاً روسی زبان دونباس است که او به دروغ ادعا کرد که "اکنون هشت سال است که [با تحقیر و نسل کشی] روبرو بوده‌اند. رژیم کیف». پوتین گفت که روسیه به دنبال "چند دقیقه پس از اعلام پوتین، انفجارهایی در کیف، خارکف، اودسا و منطقه دونباس گزارش شد. یک گزارش ادعایی افشا شده از داخل FSB ادعا کرد که آژانس اطلاعاتی در مورد طرح پوتین برای حمله به اوکراین هشدار داده نشده است. بلافاصله پس از حمله، زلنسکی در اوکراین حکومت نظامی اعلام کرد. همان شب، او دستور بسیج عمومی همه مردان اوکراینی بین ۱۸ تا ۶۰ سال را داد که از خروج از کشور منع شده بودند. ۱۰۰ نیروهای روسی از شمال در بلاروس (به سمت کیف) وارد اوکراین شدند. از شمال شرق در روسیه (به سمت خارکف)؛ از شرق در جمهوری خلق دونتسک و جمهوری خلق لوهانسک؛ و از جنوب در کریمه. ۱۰۱ تجهیزات و وسایل نقلیه روسی با نماد نظامی Z سفید (حروف غیر سیریلیک) مشخص شده بودند که تصور می‌شود اقدامی برای جلوگیری از آتش دوستانه باشد.
زلنسکی به عنوان برترین شخصیت سال ۲۰۲۲ از سوی مجله تایم انتخاب شد.

## حکومت و سیاست

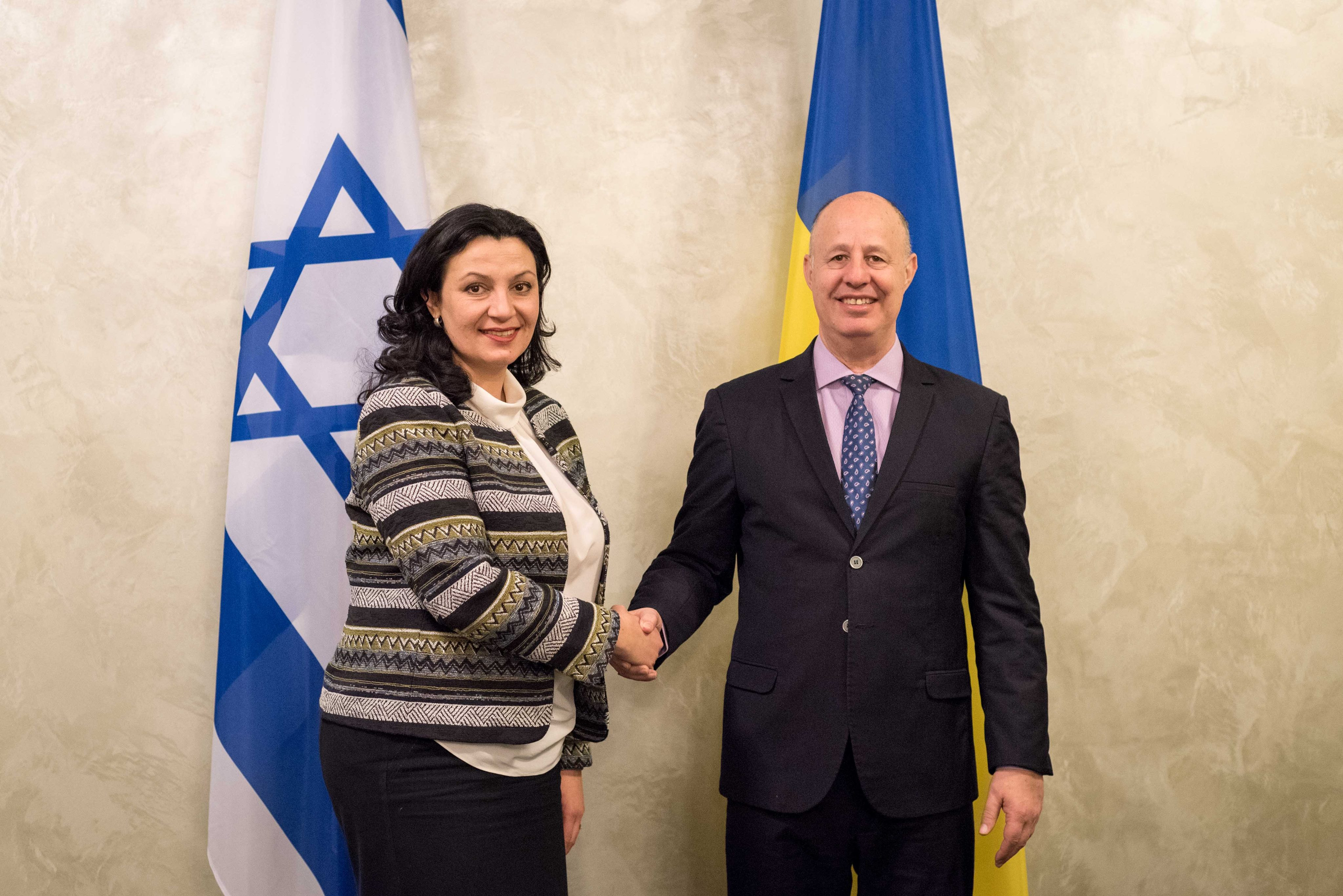
روابط دیپلماتیک اوکراین و اسرائیل

نظام سیاسی اوکراین، جمهوری ترکیب شده نیمه پارلمانی، نیمه ریاست جمهوری است که در آن قوه مقننه، قوه مجریه و قوه قضاییه مستقل می‌باشند و رئیس‌جمهور در یک انتخابات عمومی برای ۵ سال به عنوان رئیس دولت انتخاب می‌شود. در دور دوم انتخابات سال ۲۰۱۰، ویکتور یانوکویچ با پیشی گرفتن از رقیب خود، یولیا تیموشنکو ریاست جمهوری اوکراین شده و میکولا آزارف به عنوان نخست‌وزیر انتخاب شد.

### نظامی

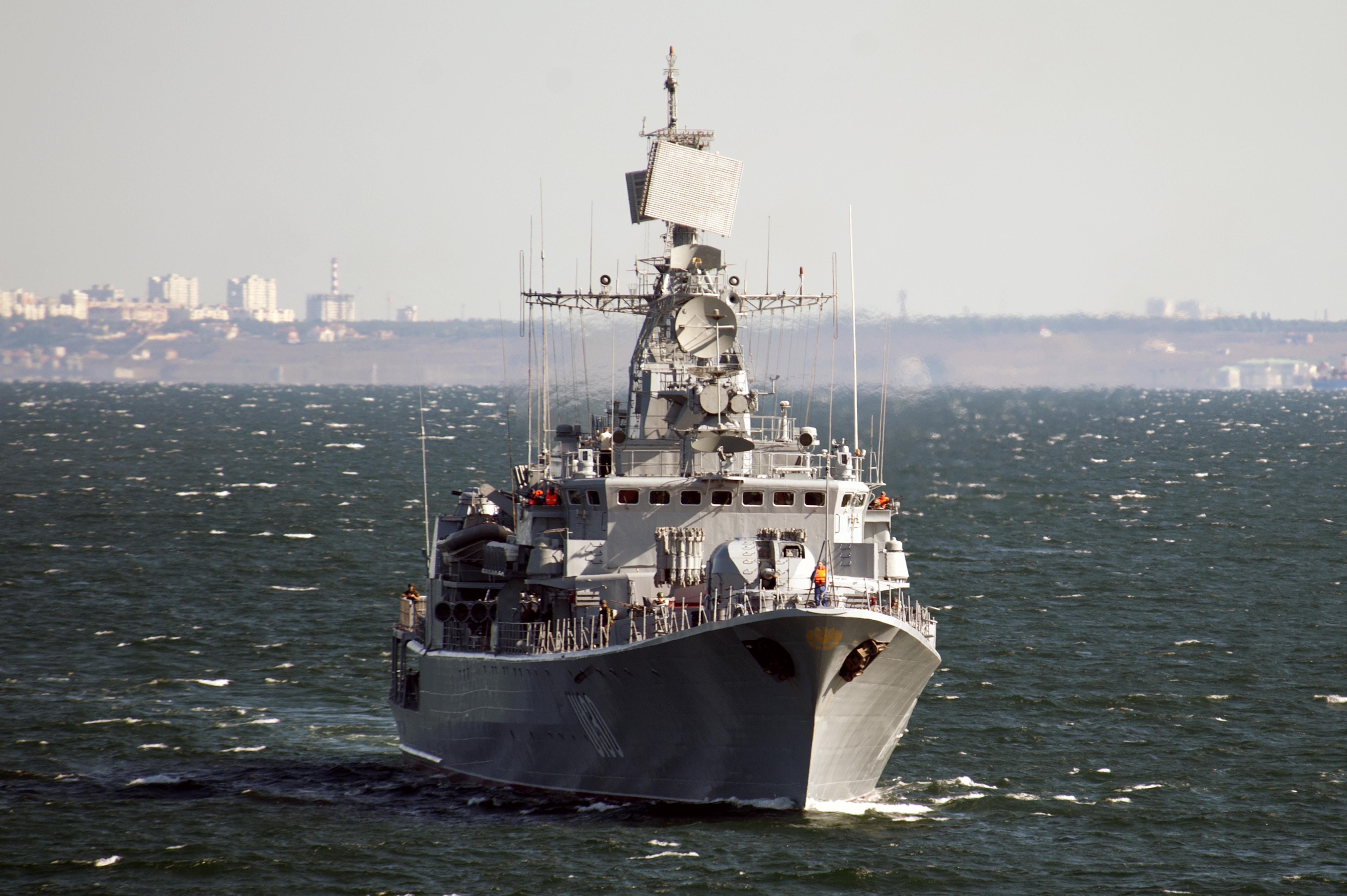
یک ناوچه اوکراینی

پس از فروپاشی اتحاد جماهیر شوروی، نیروهای مسلح اوکراین صاحب ۷۸۰٫۰۰۰ سرباز در خاک خود و سومین زرادخانه تسلیحات هسته‌ای در جهان شد. در ماه مه ۱۹۹۲ در حالی که اوکراین با تحویل تسلیحات هسته‌ای خود به روسیه برای دفن موافقت کرده بود، پیمان کاهش سلاح‌ها را امضا نمود تا به عنوان یک کشور بدون سلاح اتمی به عضویت در پیمان‌نامه منع گسترش سلاح‌های هسته‌ای در آید. در دوران کوچما، اوکراین این پیمان را در سال ۱۹۹۴ به تصویب رساند و در سال ۱۹۹۶ به یک کشور فاقد سلاح اتمی تبدیل شد. اوکراین تاکنون کشوری بدون تسلیحات اتمی شناخته شده است.

## ارزش اقتصادی و ژئو پولتیک اوکراین
اوکراین پس از روسیه پهناورترین کشور اروپاست. با ذخیره وسوسه انگیزی از معادن فلزی ارزشمند. نیمی از آهن و فولاد کل شوروی از اوکراین به‌دست می‌آمد. چهل درصد از کل سنگ منگنز دنیا در دوران شوروی از اوکراین صادر می‌شد. به این فهرست، منابع زغال‌سنگ، جیوه، تیتانیوم و نیکل را هم باید افزود. اوکراین یکی از مهم‌ترین کشورهای معدنی دنیاست که هم از نظر تنوع و هم حجم ذخایر در دنیا کم‌نظیر است. گفته می‌شود ۸۰۰۰ معدن از ۹۰ کانی ارزشمند در سراسر خاک اوکراین وجود دارد. مجله فوربز ارزش مواد معدنی اوکراین را حدود پانزده تریلیون دلار تخمین زده است.
برخلاف بیشتر کشورهای معدنی که کشاورزی خوبی ندارند اوکراین صاحب نوع بسیار حاصلخیزی از خاک هم هست. این خاک که بنام خاک سیاه (یا سرزمین سیاه) معروف است حاصلخیزترین خاک کره زمین است و در روسیه و کانادا نیز یافت می‌شود. اوکراین صاحب یک چهارم از خاک سیاه کره زمین است. این خاک استثنایی و حاصلخیز، یکی از سرمایه‌های ملی اوکراین است. کشاورزی در این خاک بدون کود انجام می‌شود. کشاورزان می‌گویند سربازان نازی در جنگ جهانی دوم این خاک را با خود به آلمان می‌بردند.
موقعیت ژئوپولتیک اوکراین هم برای غرب، بی‌نظیر است. مرزهای اوکراین تنها ۶۰۰ کیلومتر تا مسکو فاصله دارند. در زمان جنگ سرد رسیدن پای غرب به این فاصله از قلب بلوک شرق رؤیا بود. اوکراین یکی از سرنوشت سازترین حلقه‌های غرب در زنجیره مهار روسیه است.
علاوه بر همه این امتیازات بالقوه، اوکراین گلوگاه انرژی اروپا هم هست. ۲۵ کشور اروپایی، واردکننده گاز از روسیه هستند و همه خط لوله‌ها به جز یکی از خاک اوکراین می‌گذرند. این یعنی اوکراین گلوگاه درآمد گازی روسیه نیز هست. در روز اول ژانویه سال ۲۰۰۶، روسیه شیر خطوط صادرات گاز از خاک اوکراین را در پی اختلاف بر سر حق ترانزیت، بست. البته روسیه و اوکراین پس از چهار روز به تفاهم اولیه رسیدند. اما اصل اختلاف پابرجا ماند. سه سال بعد در ژانویه ۲۰۰۹، بار دیگر شیر گاز بسته شد و قربانی این اختلاف هم صنایع اروپایی بودند. اروپا هنوز سرمای شب‌های بدون گاز، به خاطر بسته شدن این گلوگاه را به خوبی به یاد دارد. در آن سال ۱۸ کشور اروپایی افت فشار یا قطع کامل جریان گاز را گزارش کردند.
در حال حاضر اتحادیه اروپا تقریباً ۱۸٫۷ تریلیون فوت مکعب گاز در سال مصرف می‌کند که ۱۶٪ آن از خاک اوکراین ترانزیت می‌شود. پس عجیب نیست که این کشور تا این اندازه مهم است و همین اهمیت است که جامعه اوکراین را دچار دودستگی کرده است.

## تقسیمات کشوری
کشور اوکراین به ۲۴ ابلاست (استان) و استان‌های اوکراین به نوبه خود به ۴۹۰ رایون (بخش) تقسیم شده‌اند. اوکراین دارای یک منطقه تحت کنترل روسیه به نام کریمه می‌باشد و شهر سواستوپول به لحاظ موقعیت نظامی خاص از وضعیت قانونی ویژه‌ای برخوردار است. روز جمعه، ۱ فروردین ۱۳۹۳ (۲۱ مارس ۲۰۱۴)، ولادیمیر پوتین، رئیس‌جمهور وقت روسیه، مصوبهٔ پارلمان روسیه در مورد الحاق شبه جزیرهٔ کریمه به خاک این کشور را امضا کرد و به این ترتیب، این مصوبه از نظر قوانین روسیه رسمیت یافت.

## جغرافیا

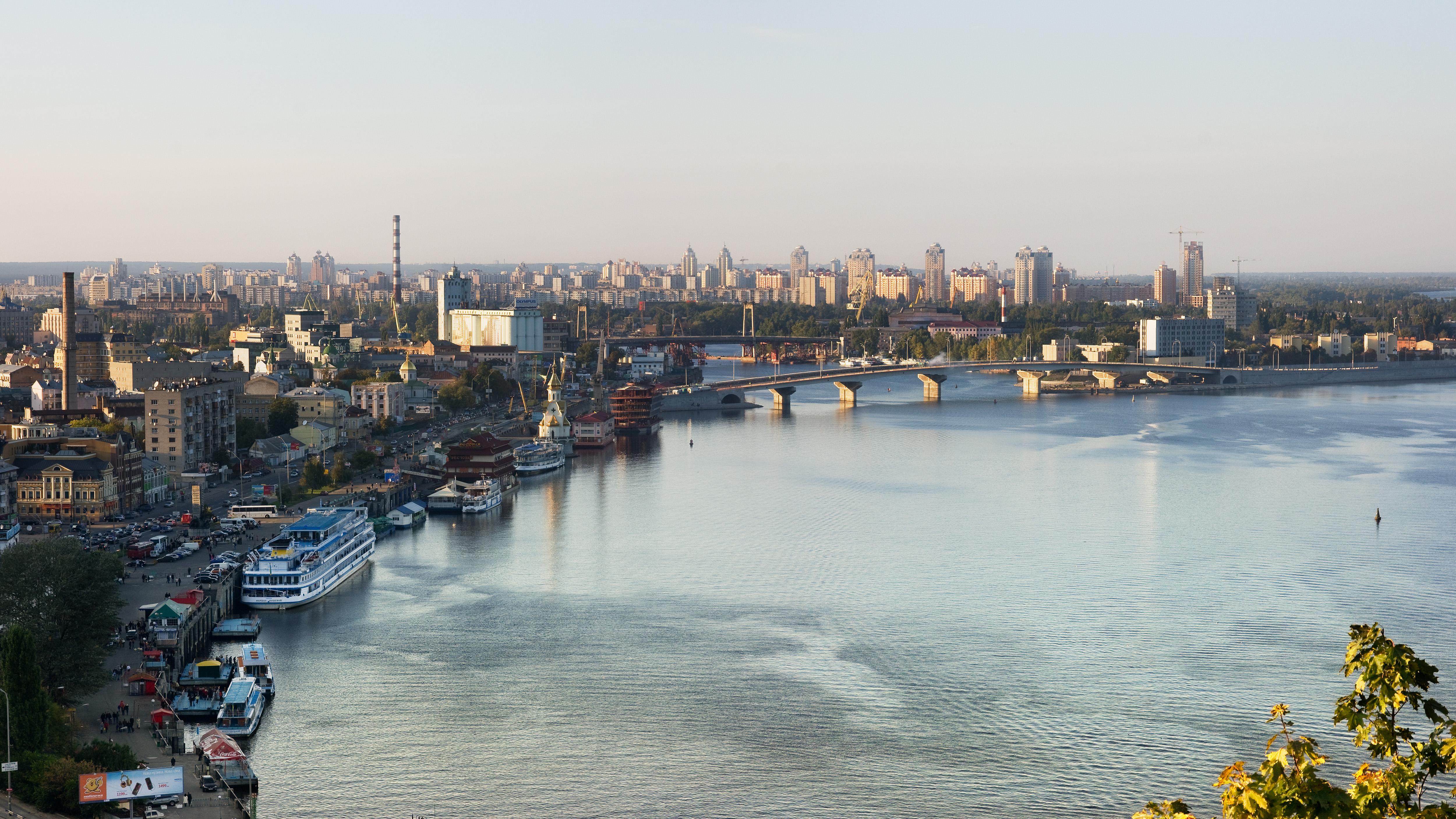
نمایی از رودخانه دنیپر از روی یک تپه در شهر کی‌یف

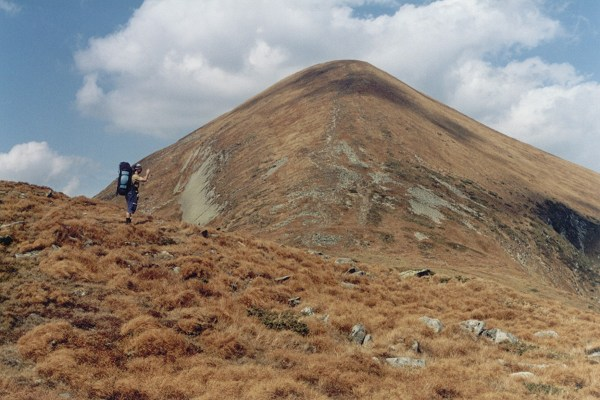
کوه هورلا بلندترین کوه در اوکراین

اوکراین با ۶۰۳٫۵۵۰ کیلومتر مربع مساحت و ۲٬۷۸۲ کیلومتر خط ساحلی چهل و چهارمین کشور بزرگ جهان و پس از روسیه دومین کشور وسیع در اروپا است.
این کشور از زمین‌های مسطح و دشت‌های حاصلخیز (یا استپ) تشکیل شده است که از میان آن‌ها رودخانه‌هایی چون دنیپر، دونتس، دنیستر و بوگ جنوبی می‌گذرند و به دریای سیاه و دریای کوچک آزوف منتهی می‌شوند. در جنوب غربی اوکراین دلتای رود دانوب در مرز این کشور با رومانی قرار گرفته است. تنها کوه‌های این کشور بخشی از رشته کوه‌های کارپات می‌باشد که بلندترین نقطه آن در اوکراین، کوه هورلا است که ۲٬۰۶۱ متر ارتفاع دارد و در شبه جزیره کریمه نیز رشته کوه‌های کریمه تا ساحل جنوبی کریمه امتداد دارد.
اوکراین دارای آب و هوای معتدل قاره‌ای است، هرچند در سواحل جنوبی کریمه شرایط آب و هوایی مدیترانه‌ای وجود دارد. بارش باران در نقاط مختلف اوکراین متفاوت است، به‌طوری‌که بیشترین میزان بارش در شمال و غرب این کشور صورت می‌گیرد و کمترین میزان بارش در شرق و جنوب شرقی است، به‌طور مثال بارش سالیانه در منطقه غربی حدود ۱٬۲۰۰ میلی‌متر است، در حالی که بارش سالانه در کریمه ۴۰۰ میلی‌متر می‌باشد.

## اقتصاد

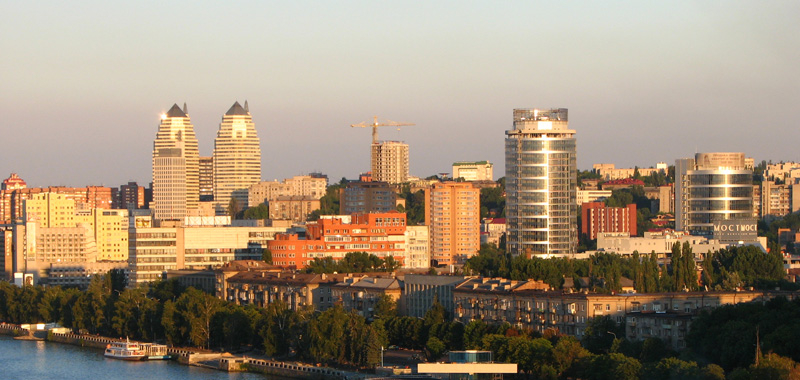
آسمان خراش‌های دنیپروپتروفسک.

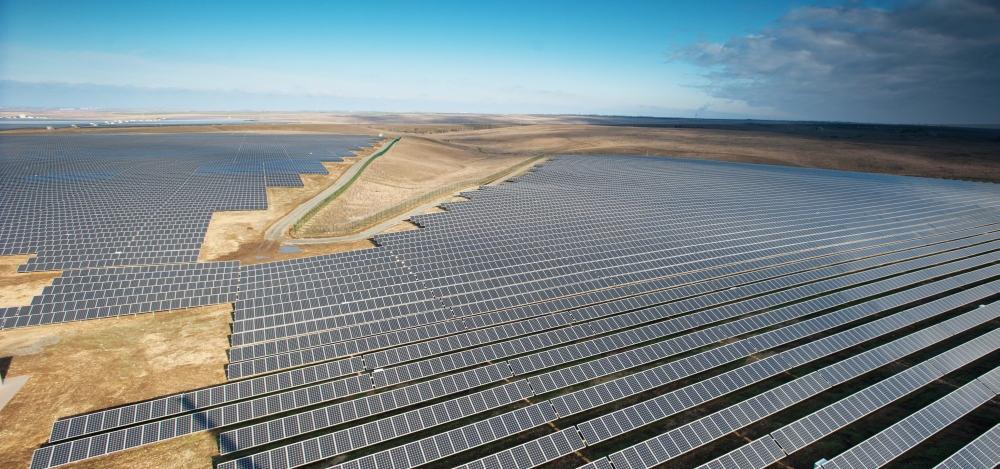
سرمایه‌گذاری اوکراین در بخش انرژی‌های پاک

در زمان شوروی، اقتصاد اوکراین دومین اقتصاد بزرگ اتحاد جماهیر شوروی بود و یک بخش صنعتی و کشاورزی مهم به حساب می‌آمد. پس از فروپاشی شوروی، نظام اقتصاد با برنامه این کشور به سمت یک اقتصاد بازاری تغییر کرد که روند این انتقال برای اکثریت جامعه که دچار فقر بودند، بسیار دشوار بود. پس از فروپاشی شوروی اقتصاد اوکراین به شدت محدود شده و زندگی روزانه برای یک فرد معمولی که در اوکراین زندگی می‌کرد بسیار دشوار بود. تعداد قابل توجهی از روستاییان به‌وسیلهٔ غذایی که خودشان می‌کاشتند زندگی می‌کردند، برخی نیز دو یا چند شغل داشتند و از طریق مبادله کالا با کالا، مایحتاج اولیه‌شان را تهیه می‌کردند.

### قبل از بحران ۲۰۲۲ اوکراین
تا قبل از جنگ اوکراین و روسیه در سال ۲۰۲۲، این کشور رشد اقتصادی قابل توجهی داشت و صادرات غلات و مواد معدنی و غیره به قوی تر شدن اقتصاد اوکراین کمک می‌کرد.
اما پس از حملات روسیه به این کشور، سطح فقر بالا می‌رود با خسارت‌های مالی و عظیم وارد شده به این کشور اقتصاد دچار مشکلات شدیدی می‌شود.

## آموزش
طبق قانونی اساسی اوکراین، تمام شهروندان اوکراینی از تحصیل رایگان برخوردار هستند.
اوکراین دارای دانشگاه‌های بسیار زیاد و تنوع رشته بسیار زیاد است و رشته‌هایی مانند مکانیک، برق کاملاً کاربردی و هدفمند تدریس می‌شود، دانشگاه‌های اوکراین دارای امکانات کامل و با تکنولوژی روسی و به سبک روسی کلیه رشته‌ها تدریس می‌شود.

## جمعیت و نژادها

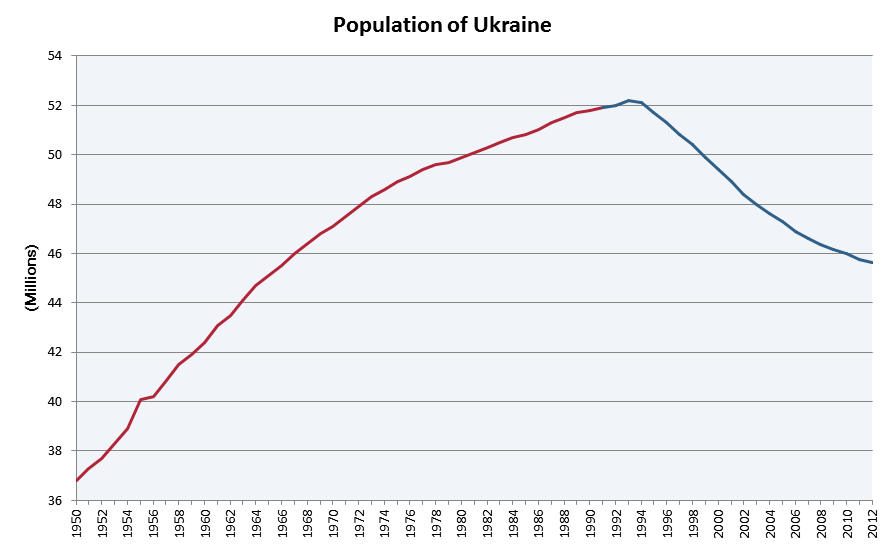
رشد جمعیت اوکراین از سال ۱۹۵۰ تا ۲۰۰۹

درصد نژاد اوکراینی در اوکراین

جمعیت این کشور بالغ بر ۴۳٫۷ میلیون نفر می‌باشد.
با توجه به آن که بیشتر نواحی صنعتی در شرق و جنوب شرقی اوکراین واقع شده‌اند، تراکم جمعیت در این نواحی بیشتر است، همچنین ۶۹٪ از جمعیت اوکراین نیز در مناطق شهری زندگی می‌کنند.
طبق سرشماری سال ۲۰۰۱ اوکراین، ۷۷٫۸٪ از جمعیت اوکراین را نژاد اوکراینی و مابقی را نژادهای روس (۱۷٫۳٪)، بلاروسی (۰٫۶٪)، مولداوی، تاتارهای کریمه (۰٫۵٪)، بلغارها (۰٫۴٪)، مجارستانی (۰٫۳٪)، رومانیایی (۰٫۳٪)، لهستانی (۰٫۳٪)، یهودیان (۰٫۲٪)، ارامنه (۰٫۲٪)، یونانی‌ها (۰٫۲٪) و تاتارها (۰٫۲٪) تشکیل می‌دهند.
در پی تهاجم نظامی روسیه در پی سلطه گرایی روسیه بر اوکراین حدود ۱۲ میلیون نفر اوکراینی از کشور گریخته‌اند.

## دین و مذهب
تا سال ۹۸۸ میلادی ساکنان اوکراین فعلی نیز به مانند بسیاری از مردم اروپا بت‌پرست بودند ولی با پذیرش آئین مسیحیت از سوی پرنس ولادیمیر این کشور نیز مسیحی شد. در سال ۱۰۵۴ به دنبال تکفیر متقابل پاپ روم و پاتریارک بیزانس، مذهب ارتدکس توسط پاتریارک بیزانس به وجود آمد و کشورهای زیادی از جمله اوکراین ارتدکس گردیدند و به همین دلیل بیشتر مردم اوکراین تابع کلیسای ارتدکس بوده و اقلیتی تابع کلیسای کاتولیک می‌باشند که بیشتر ساکن نواحی غرب اوکراین هستند. علاوه بر ارتدکس‌ها و کاتولیک‌ها، پیروان مذهب پروتستان و برخی فرق مسیحی دیگر نیز در اوکراین وجود دارند. یهودیان هم دارای کنیسه‌های مختلف هستند (در کی‌یف ۲ کنیسه) که مراسم مذهبی خود را انجام می‌دهند.
حدود ۹۶٫۲ درصد جمعیت اوکراین مسیحی هستند و پس از آن اسلام با ۰٫۷ درصد و یهودیت ۰٫۶ درصد و سایر ادیان ۲٫۵ درصد جمعیت این کشور را تشکیل می‌دهند
از زمان فروپاشی اتحاد شوروی، هیچ‌یک از دولتهای حاکم بر اوکراین قوانین لازم برای حمایت و دفاع از زبان، مذهب و سایر حقوق اقلیت‌های ساکن این کشور را تصویب نکرده‌اند. از آغاز درگیری‌ها در شرق اوکراین، احساسات ضدیهودی در شرق این کشور بالا گرفته است. گفته می‌شود این نگرش با پخش اعلامیه‌هایی از طرف جمهوری مردمی دونتسک (وابسته به دولت روسیه) دامن زده می‌شود.

## فرهنگ

### زبان
زبان مردم اوکراین از گروه زبان‌های اسلاو شرقی است و شباهت زیادی به زبان روسی دارد. به عبارت دیگر لغات مورد استفاده در زبان اوکراینی بیشتر بر گرفته از زبان لهستانی است ولی دستور زبان آن به مانند زبان روسی می‌باشد. زبان روسی بیشترین رواج را پس از زبان اوکراینی در این کشور دارد. الفبای زبان اوکراینی نظیر زبان روسی سیریلیک می‌باشد و تفاوت میان این دو اندک است.

### موسیقی و رقص

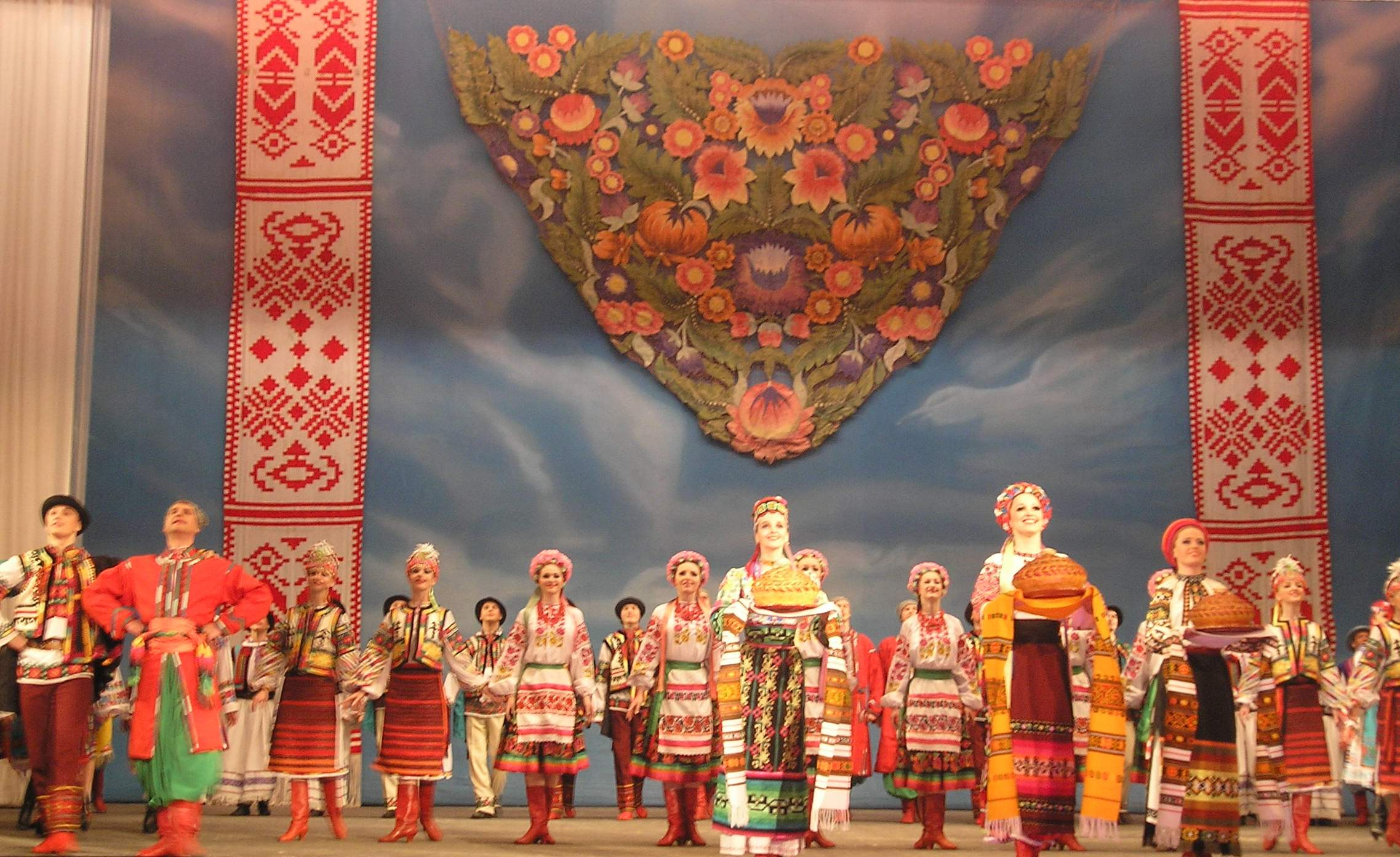
رقص خوش آمد گویی پرایویت

موسیقی در اوکراین با تاریخی طولانی و اثرگذار، بخش عمده‌ای از فرهنگ این کشور را تشکیل می‌دهد. از موسیقی بومی سنتی تا موسیقی کلاسیک و مدرن راک، اوکراین فهرست بلندی از موسیقی‌دان‌های برجسته‌ای چون چایکوفسکی و اوکآن الزی را در سطح بین‌المللی شناسانده است.

### ورزش

#### فوتبال
دو تیم مطرح دینامو کی‌یف و شاختار دونتسک جزو بهترین‌های فوتبال این کشور می‌باشند که در مقاطعی در لیگ قهرمانان اروپا هم حضور داشته‌اند. تیم دینامو کی‌یف ستارگان مطرحی از جمله اندره‌ای شوچنکو را به دنیای فوتبال معرفی کرده است.

## صنعت گردشگری
در رتبه‌بندی سازمان جهانی گردشگری، اوکراین از نظر تعداد گردشگران جایگاه هشتم را به خود اختصاص داده است. همچنین عجایب هفتگانه اوکراین از اصلی‌ترین جاذبه‌های گردشگری این کشور می‌باشند که از هفت بنای تاریخی و فرهنگی تشکیل شده است و شهرهای مهم توریستی آن کریمه، کی‌یف و خارکوف می‌باشد.

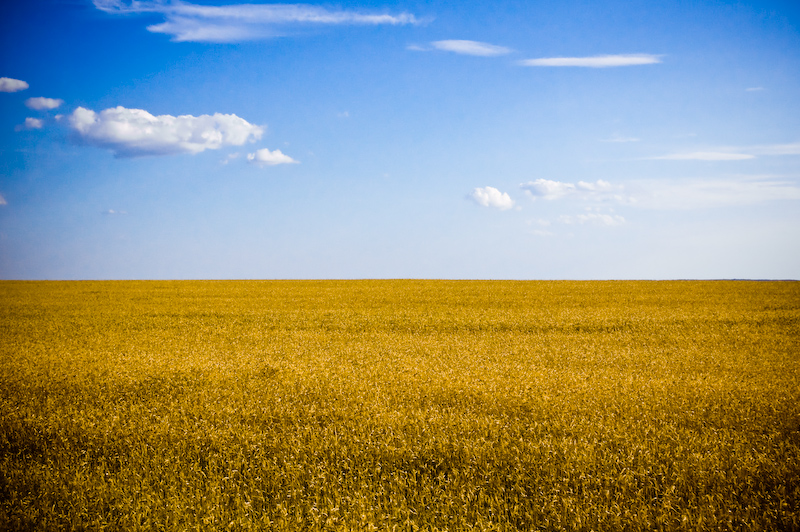
چشم انداز کشاورزی معمولی از اوکراین، استان خرسون
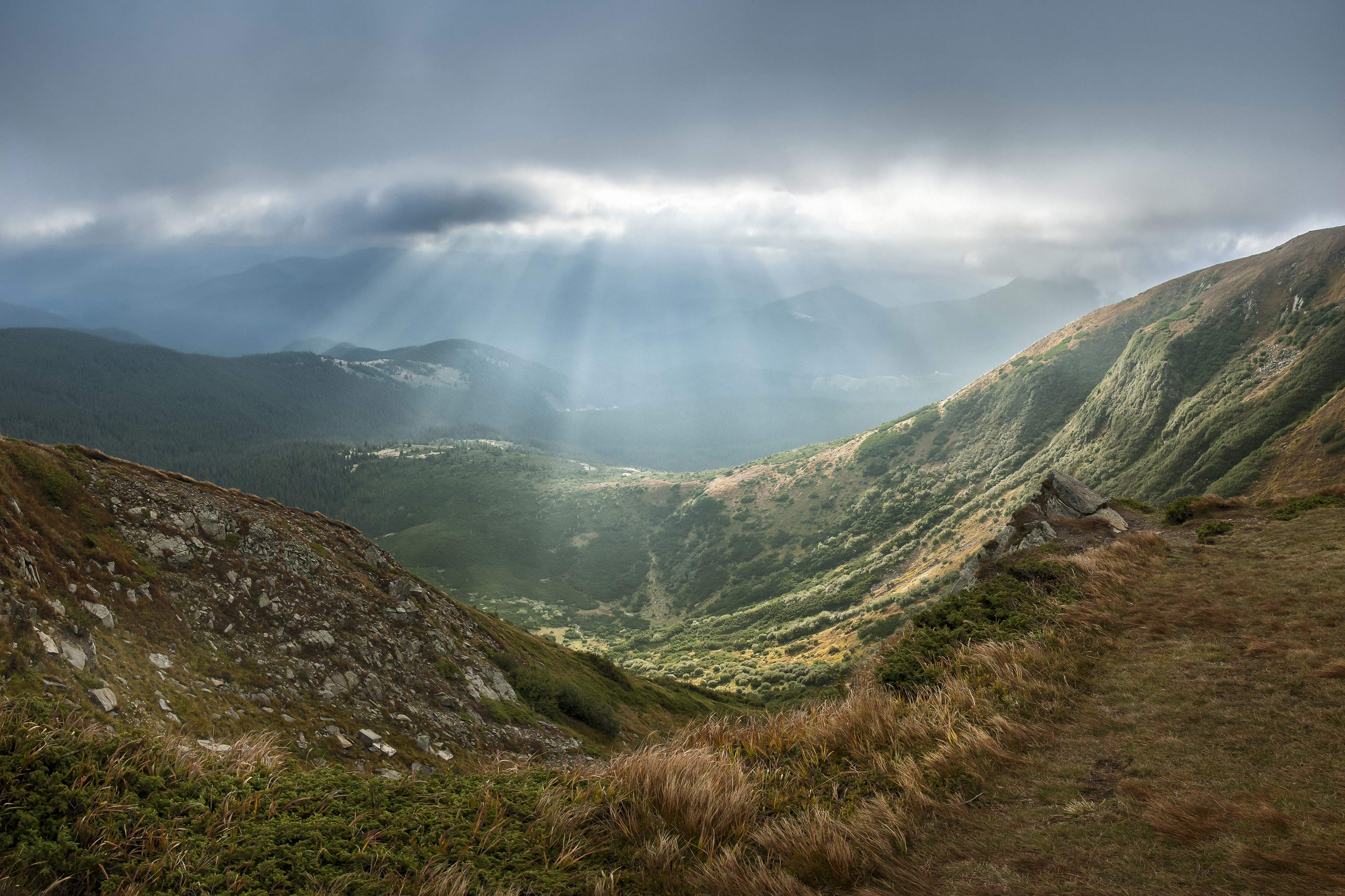
نمایی از یک پارک ملی در اوکراین
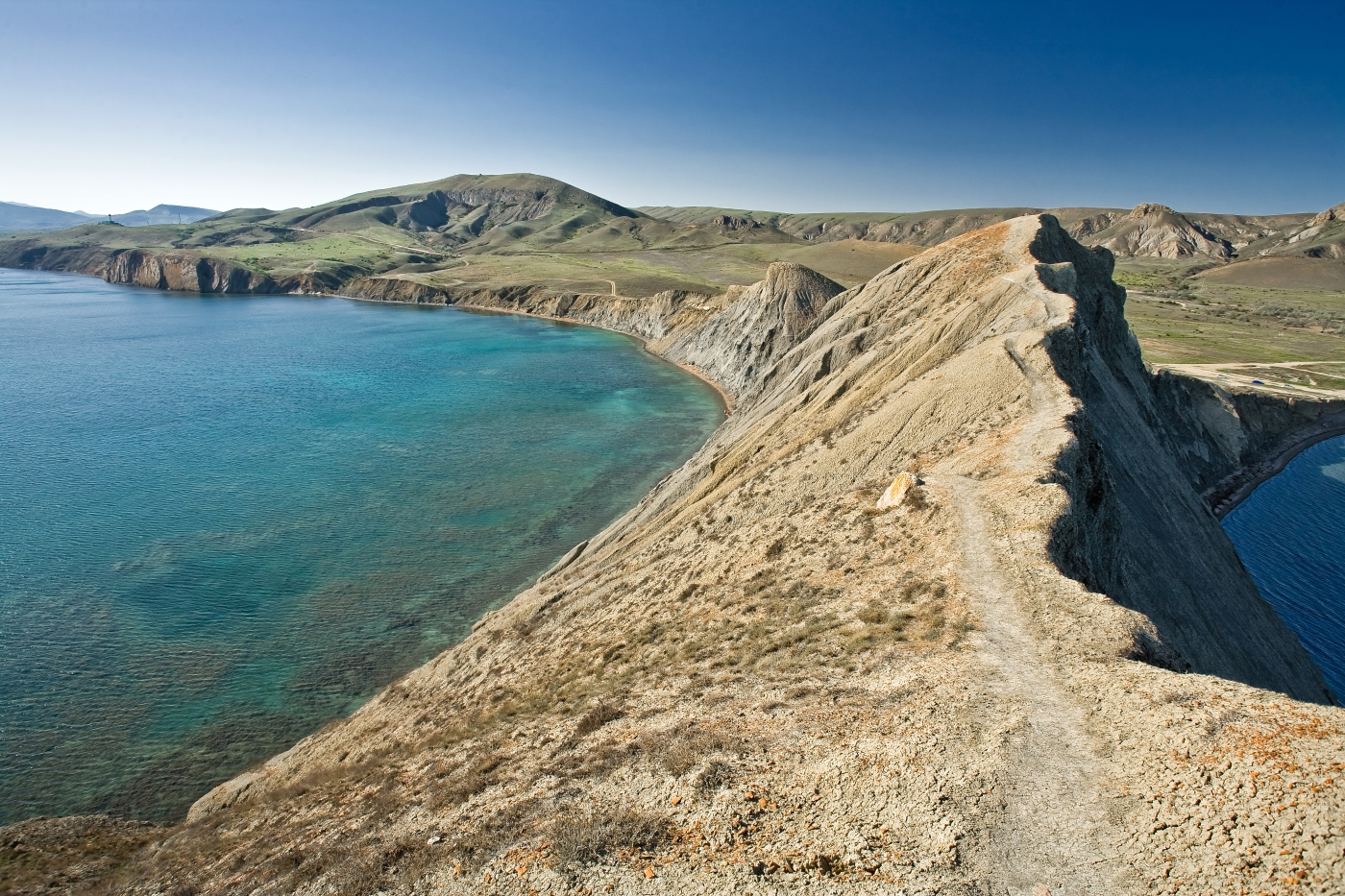
نمایی از نزدیکی کوکتبل
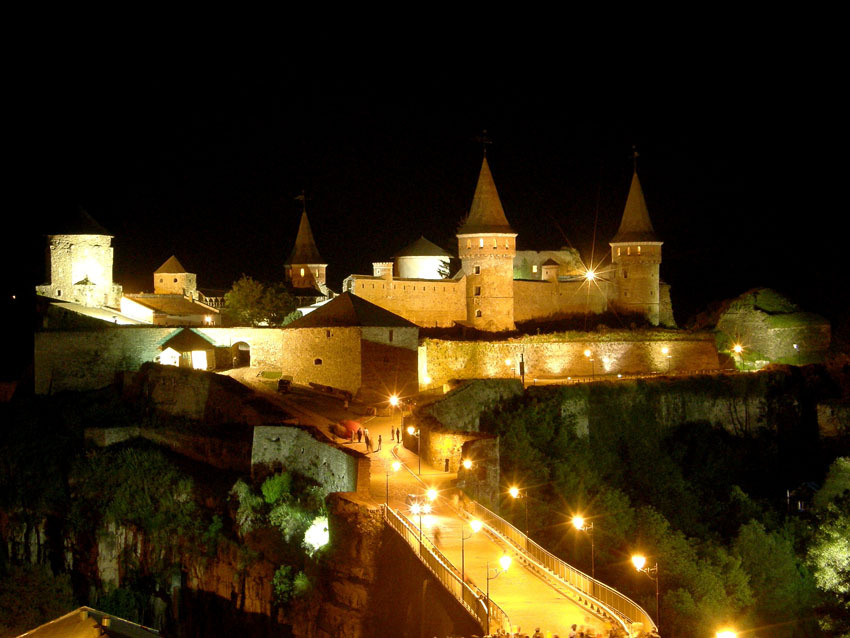
دژ کامنتس-پودیلسکیی
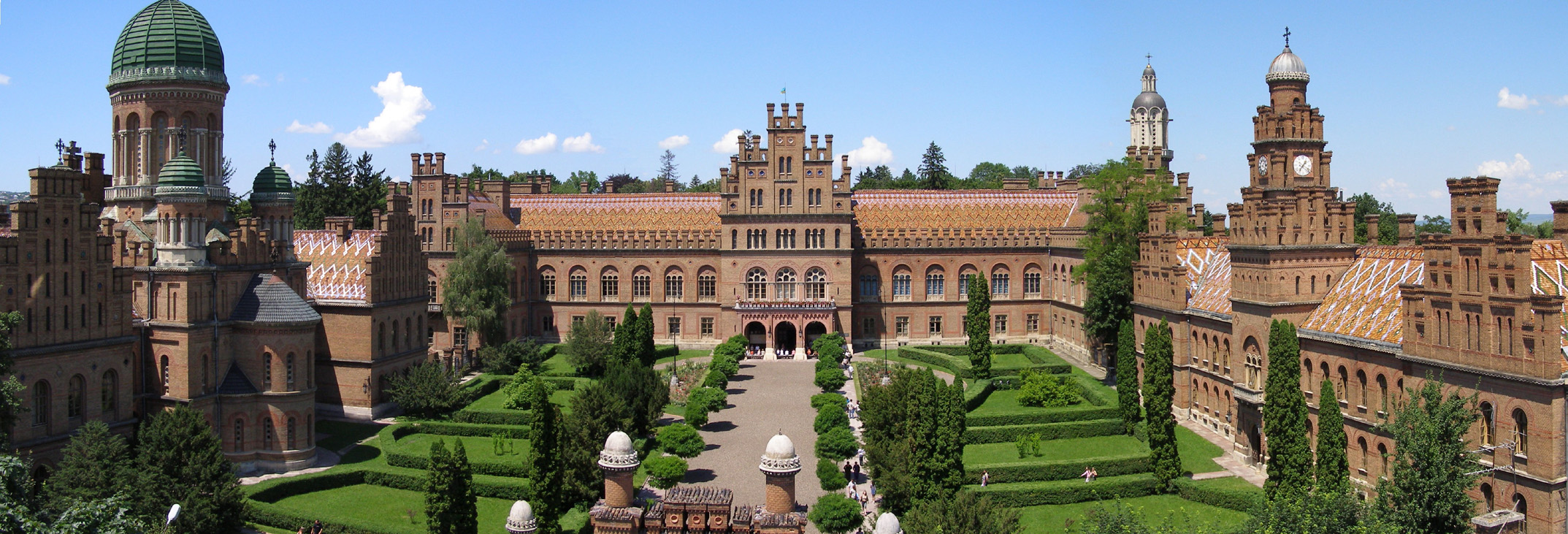
شهر چرنیوتسی